# Asymmetrione shiinoi
Asymmetrione shiinoi is een pissebed uit de familie Bopyridae. De wetenschappelijke naam van de soort is voor het eerst geldig gepubliceerd in 1965 door Codreanu, Codreanu & Pike.